# Göttingen (Langenau)
Göttingen ist ein Stadtteil Langenaus im baden-württembergischen Alb-Donau-Kreis, drei Kilometer südwestlich des Hauptortes der Kommune. Das Dorf selbst hat 1210 Einwohner (Stand 31. Dezember 2023).
Göttingen grenzt mit seiner 922 ha großen Gemarkung, von der etwa 600 ha landwirtschaftlich genutzt werden, an die Gemeinde Elchingen, die sich schon in Bayern befindet. Südlich von Göttingen verläuft die Bundesautobahn 8 München-Stuttgart, im Osten die Bundesautobahn 7 sowie im Westen die frühere Bundesstraße 19, heute Landesstraße 1079. Von Göttingen in die nächste Großstadt Ulm sind es etwa 14 Kilometer.

## Geschichte
Die Siedlung „Gotingen“ entstand vermutlich als alemannisches Urdorf im 6. oder 7. Jahrhundert. Göttingen wurde im Jahre 1225 erstmals urkundlich im Besitzverzeichnis des Klosters Oberelchingen erwähnt. Die Grafen von Werdenberg verkauften 1383 die Herrschaft an die Reichsstadt Ulm. Durch den Reichsdeputationshauptschluss 1803 fiel Göttingen zunächst an Bayern und durch den Grenzvertrag zwischen Bayern und Württemberg 1810 an das Königreich Württemberg, wo es dem Oberamt Ulm unterstellt wurde.
Die evangelische Kirche „St. Justina“ (die von vielen – auch von Einheimischen – als Martinskirche bezeichnet wird) prägt das Dorf. Daneben besitzt der Ort auch eine kleinere, 1959 erbaute katholische Kirche, die dem Heiligen Martin geweiht ist.
Am 1. April 1972 wurde Göttingen in die Stadt Langenau eingegliedert.

## Bevölkerungsentwicklung
Es handelt sich um Einwohnerzahlen nach dem jeweiligen Gebietsstand bis 1970 und ohne die heute zugehörigen Ortsteile. Die Zahlen sind Volkszählungsergebnisse oder amtliche Fortschreibungen mit Archivierungen des LEO-BW Online-Informationssystems für Baden-Württemberg.
| Jahr      | 1852 | 1871 | 1880 | 1890 | 1900 | 1910 | 1925 | 1933 | 1939 | 1950 | 1956 | 1961 | 1970 |
| Einwohner | 393  | 399  | 385  | 405  | 372  | 382  | 404  | 369  | 398  | 586  | 567  | 594  | 661  |

### Wappen
Das Ortswappen stammt von 1954 und wurde von der Württembergischen Archivdirektion in Stuttgart entworfen. Das Wappen hat als Grundfarben Gelb – Rot, durch Lilienschnitt geteilt. Gelb-Rot sind die Wappenfarben des Benediktinerklosters Wiblingen. Diesem gehörte im Mittelalter das Patronatsrecht der Göttinger Kirche. Die Lilie kommt aus dem Familienwappen der hochfreien Herren von Werdenberg-Albeck. Das Motiv des Lilienfrieses soll an den romanischen Lilienfries erinnern, der als Bauplastik am sehr alten und mächtigen Turm der Göttinger Martinskirche in ziegelroter Farbe ausgehauen ist.

## Politik

### Gemeinde- und Ortschaftsrat
Seit 1972 wählen die Göttinger zusammen mit den Bürgern aus der Kernstadt Langenau sowie den Stadtteilen Albeck und Hörvelsingen den Langenauer Gemeinderat. Aufgrund der unechten Teilortswahl stehen Göttingen zwei Mandate zu.
Als örtliches kommunales Gremium ist seit 1972 der Ortschaftsrat hinzugekommen. Ihm gehören neun Mitglieder an, die wie der Gemeinderat auf fünf Jahre gewählt werden. Der Ortschaftsrat soll der Ortsverwaltung beratend zur Seite stehen. Er ist vor allen wichtigen, den Ort betreffenden Entscheidungen zu hören. Vorsitzender des Gremiums ist der Ortsvorsteher. Der ehrenamtliche Ortsvorsteher wird auf Vorschlag des Ortschaftsrates aus dem Kreis der für den Ortschaftsrat wählbaren Bürger vom Gemeinderat gewählt und zum Ehrenbeamten auf Zeit ernannt. Ortsvorsteher ist Klaus-Dieter Ziegengeist.

## Wirtschaft und Infrastruktur

### Landwirtschaft, Handel und Gewerbe
Im Ort sind neben landwirtschaftlichen Betrieben mehrere kleinere Gewerbe- und Handwerksbetriebe, ein Gasthaus, ein Dorfladen sowie eine Bankfiliale ansässig.

### Wasserversorgung
Göttingen wird durch den Zweckverband Wasserversorgung Ulmer Alb mit Trinkwasser versorgt und gehört zum Bereich der Albwasserversorgung.

### Bildung
In Göttingen gibt es einen Kindergarten. Die Grundschule befindet sich im benachbarten Albeck. Das Bildungsangebot in Langenau bietet alle schulischen Möglichkeiten. Gymnasium, Werkrealschule, Realschule, Gemeinschafts- und eine Förderschule sind dort anzutreffen.

## Kultur und Vereinsleben, Sehenswürdigkeiten
Wichtige Veranstaltungsorte sind der Zehntstadel und die Wiesentalhalle.

### Religiöse Bauwerke
Baugeschichtlich bedeutsam ist die spätgotische Pfarrkirche St. Justina (evang. Martinskirche). Der aus dem 14. Jahrhundert stammende Turm (bis zum Glockengeschoss) ist wohl der älteste Teil. Die Glocken stammen aus den Jahren 1436, 1440 und 1492. Die Kirche wurde im Barock umgebaut, unter anderem mit dem Altaraufbau von 1699. Erhalten ist die Sakramentsnische mit dem Relief des Schweißtuches der Heiligen Veronika um 1460. Umschlossen wird die Kirche von einer mittelalterlichen Wehranlage. Auf der Südseite neben dem Torbau wurden Buckelquader aus der Stauferzeit, vermutlich aus dem 12. – 13. Jahrhundert, verbaut. Der zweigeschossige Torbau in Fachwerkweise, der Gigl, auch Wächter- oder Zehenthäuslein genannt, bietet noch heute einen Eindruck von der früheren zentralen Wehrfunktion des Kirchhofes.

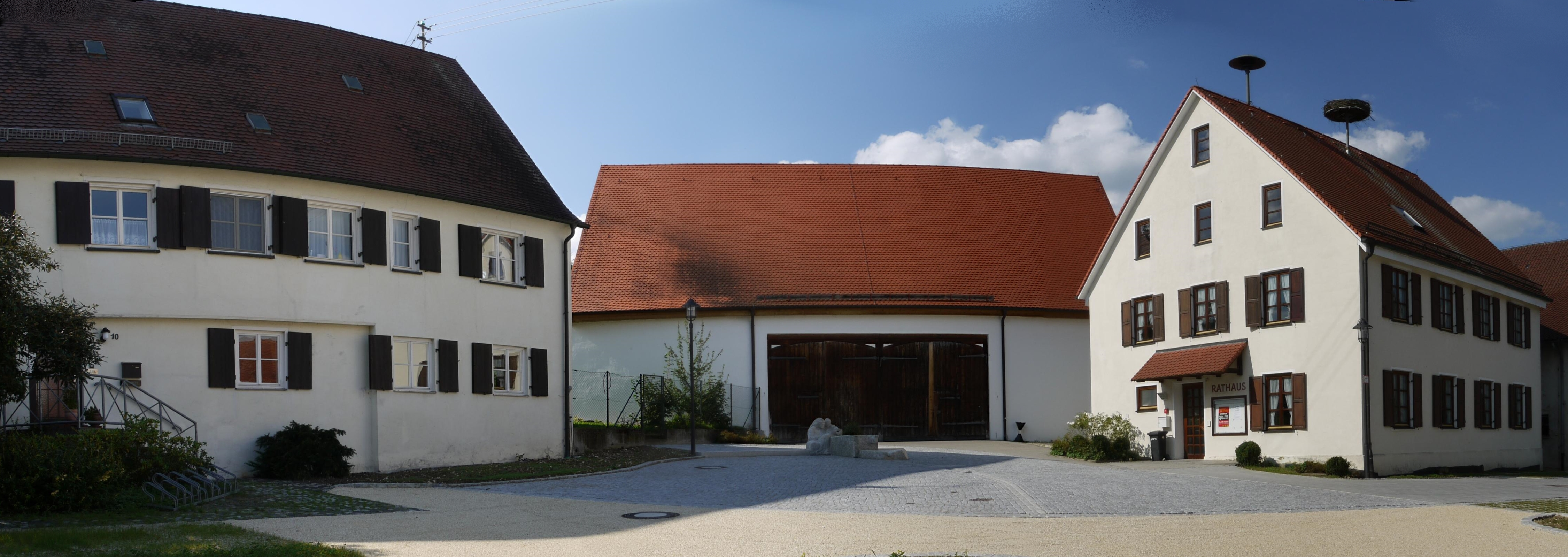
Pfarrhaus, Zehntstadel und Rathaus

Das aus der Barockzeit stammende Pfarrhaus und der Zehntstadel bilden zusammen mit einer mittelalterlichen Scheune ein denkmalgeschütztes Ensemble im Göttinger Ortskern. Das stattliche Pfarrhaus und der Zehntstadel stammen aus der Zeit um 1700. Ein Vorgängerbau des Pfarrhauses wird 1580 erstmals genannt. Die alte Zehntscheuer (Pfarrscheuer) ist ein Fachwerkbau aus der Zeit um 1500, wie der in der Süd-Ost-Ecke des Gebäudes erhaltene gotische Ständer mit seinen in Schwalbenschwanzform angeblatteten Kopfstreben belegt.
Die aus dem Jahr 1959 stammende katholische Kirche ist dem Heiligen Martin geweiht.

### Vereine, Sport, Freizeit und Ökologie

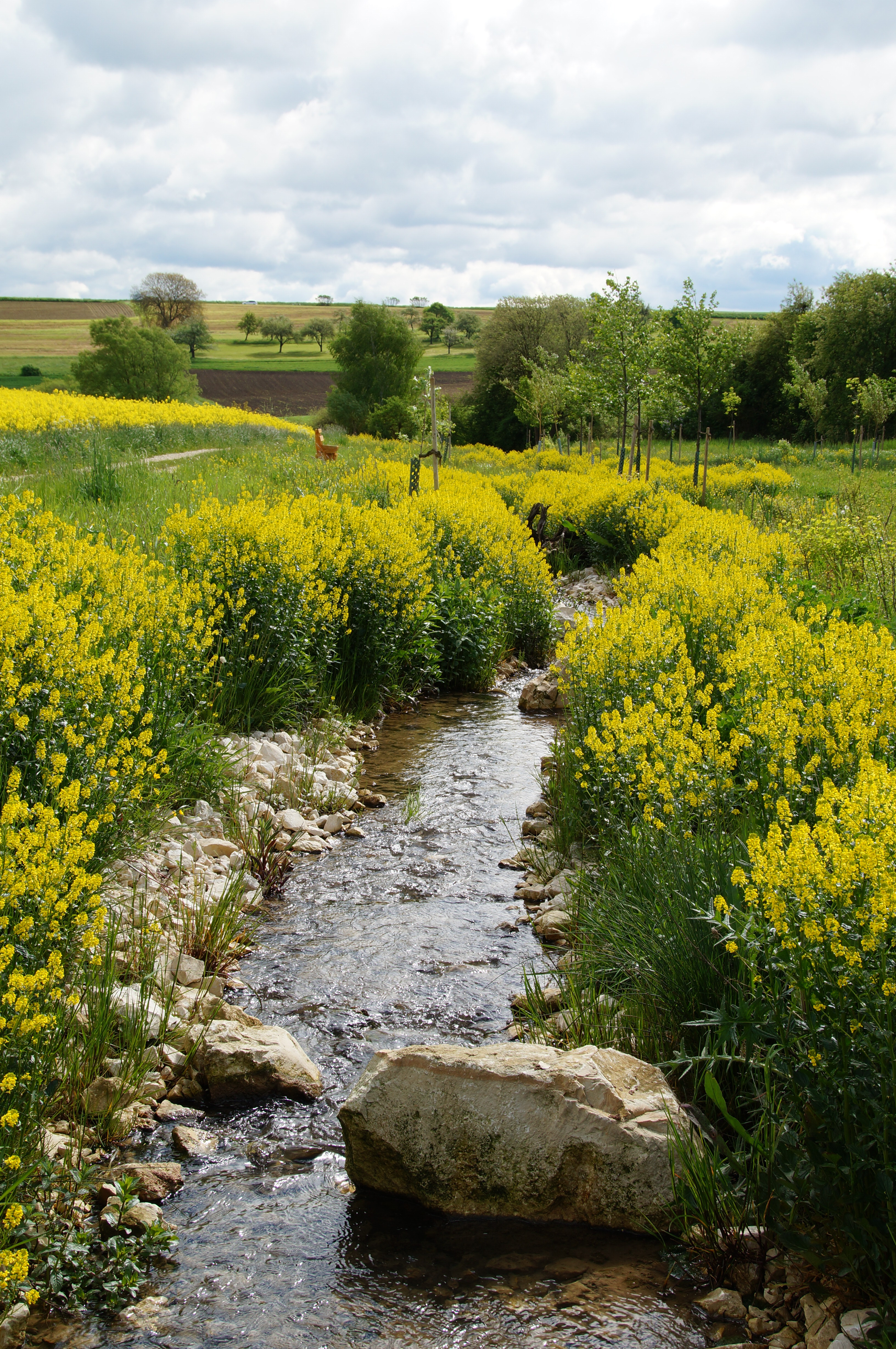
Stipfbach

Für den Sportbetrieb stehen zwei Fußballplätze und die Wiesentalhalle zur Verfügung. Der SV Göttingen bietet zahlreiche Sportangebote.  Wer musikalisch aktiv sein möchte, kann sich dem gemischten Chor des Gesangvereins anschließen.
Jugendlichen stehen die Räumlichkeiten im Jugendraum „Walhalla“ offen. Die ältere Generation trifft sich regelmäßig im Mehrzweckraum des Rathauses. Feuerwehr und Landfrauenverein bieten weitere Betätigungsfelder.
Gut ausgebaute Radwege führen nach Langenau, in die umliegenden Gemeinden und der „Alte Postweg“ nach Ulm. Einen hohen Stellenwert nehmen der Naturschutz und die Landschaftspflege ein. Dazu gehören der Ausweis von Grünzügen und Flächen für eine standortgerechte Biotopentwicklung. Um den traditionellen Streuobstwiesengürtel zu erhalten, wurden in großem Umfang Obstbäume gepflanzt. Weitere ökologische Maßnahmen waren die Wiederanlegung eines Weihers am Ortsrand sowie die Renaturierung der Gewässerläufe.

### Feste
Die rege Teilnahme an den Aktivitäten der Göttinger Vereine und Gruppen sowie an den Angeboten der evangelischen und katholischen Kirchengemeinden ist Ausdruck einer intakten Dorfgemeinschaft.
Jedes Jahr, am letzten Wochenende im August, findet das traditionelle Göttinger Dorffest statt.

## Persönlichkeiten, die in Göttingen gewirkt haben
- Ulrich Kundig (1444), Pfarrer in Göttingen und Abt (1456–1475) in der Benediktinerabtei Blaubeuren
- Samuel Baur (1768–1832), evangelischer Pfarrer und Literat
- Karl Fink (1851–1898), Mathematiker und Turner, hier geboren
- Urs Käufer (* 1984), Ruderer und Teilnehmer bei den Olympischen Sommerspielen in Peking und London[15]